# František Hirsche
František Hirsche (Praga, 2 dicembre 1878 – Brandýs nad Labem, 5 giugno 1971) è stato un pistard boemo.
Partecipò alla gara di velocità (tenuta sulla distanza di 2000 metri) alle Olimpiadi di Parigi 1900, in cui fu eliminato in batteria.